# ایکه‌دا، اوساکا
ایکه‌دا در استان اوساکا در کشور ژاپن  واقع شده‌است  که دارای جمعیت ۱۰۴٬۴۲۶ نفر و مساحت ۲۲٫۰۹ کیلومتر مربع با تراکم جمعیت ۴٬۷۲۷  نفر در کیلومترمربع است و در تاریخ ۲۹ آوریل ۱۹۳۹ به عنوان شهر شناخته شد.